# Meeting Herculis 2015
Navigation
Édition précédente Édition suivante
Le Meeting Herculis 2015 est la 28e édition du Meeting Herculis qui a lieu le 17 juillet 2015 au Stade Louis-II de Monaco. Il constitue la dixième étape de la Ligue de diamant 2015.

## Faits marquants
Au lancer du poids, l'Américain Joe Kovacs entre dans le top 10 de tous les temps en lançant son engin à 22,56 m.
Sur le 1 500 m, l'Éthiopienne Genzebe Dibaba bat le record du monde en 3 min 50 s 07. La Néerlandaise Sifan Hassan termine deuxième en 3 min 56 s 05, record national et l'Américaine Shannon Rowbury troisième en 3 min 56 s 29, record continental.

## Résultats

### Hommes
| Épreuve           | Vainqueur                                 | Second                               | Troisième                                |
| ----------------- | ----------------------------------------- | ------------------------------------ | ---------------------------------------- |
| 100 m             | Justin Gatlin 9 s 78 (MR)                 | Tyson Gay 9 s 97                     | Jimmy Vicaut 10 s 03                     |
| 800 m             | Amel Tuka 1 min 42 s 51 (WL,NR)           | Nijel Amos 1 min 42 s 66 (SB)        | Ayanleh Souleiman 1 min 42 s 97 (NR)     |
| 1 500 m           | Asbel Kiprop 3 min 26 s 69 (WL,DLR,MR,PB) | Taoufik Makhloufi 3 min 28 s 75 (PB) | Abdalaati Iguider 3 min 28 s 79 (PB)     |
| 3 000 m           | Caleb Ndiku 7 min 35 s 13 (WL)            | Yenew Alamirew 7 min 36 s 39 (SB)    | Isiah Kiplangat Koech 7 min 37 s 16 (SB) |
| 400 m haies       | Bershawn Jackson 48 s 23                  | Patryk Dobek 48 s 62 (PB)            | Johnny Dutch 48 s 67                     |
| Saut à la perche  | Renaud Lavillenie 5,92 m                  | Konstadinos Filippidis 5,82 m        | Sam Kendricks 5,82 m (=PB)               |
| Triple saut       | Christian Taylor 17,75 m (MR)             | Pedro Pablo Pichardo 17,73 m         | Omar Craddock 17,35 m                    |
| Lancer du poids   | Joe Kovacs 22,56 m (WL,DLR,MR,PB)         | Christian Cantwell 21,24 m           | Reese Hoffa 21,08 m                      |
| Lancer du javelot | Tero Pitkämäki 88,87 m                    | Vítězslav Veselý 85,44 m             | Jakub Vadlejch 84,32 m                   |

### Femmes
| Épreuve          | Vainqueur                           | Seconde                            | Troisième                            |
| ---------------- | ----------------------------------- | ---------------------------------- | ------------------------------------ |
| 200 m            | Candyce McGrone 22 s 08 (PB)        | Dafne Schippers 22 s 09 (SB)       | Jeneba Tarmoh 22 s 23 (PB)           |
| 400 m            | Francena McCorory 49 s 84 (WL)      | Stephenie Ann McPherson 50 s 41    | Christine Day 50 s 66                |
| 1 500 m          | Genzebe Dibaba 3 min 50 s 07 (WR)   | Sifan Hassan 3 min 56 s 05 (NR)    | Shannon Rowbury 3 min 56 s 29 (AR)   |
| 100 m haies      | Sharika Nelvis 12 s 46              | Kendra Harrison 12 s 52            | Brianna Rollins 12 s 56 (SB)         |
| 3 000 m steeple  | Habiba Ghribi 9 min 11 s 28 (WL,MR) | Hyvin Kiyeng 9 min 12 s 51         | Virginia Nyambura 9 min 13 s 85 (PB) |
| Saut en longueur | Ivana Spanovic 6,87 m (SB)          | Tianna Bartoletta 6,76 m           | Lorraine Ugen 6,73 m                 |
| Saut en hauteur  | Mariya Kuchina 2,00 m (=PB)         | Anna Chicherova Ruth Beitia 1,97 m | -                                    |
| Lancer du disque | Sandra Perkovic 66,80 m             | Dani Samuels 65,21 m               | Gia Lewis-Smallwood 63,97 m (SB)     |

## Légende
Records et Performances
- AR : Record continental (area record)
- CR : Record des championnats (championship record)
- MR : Record du meeting (meet record)
- NR : Record national (national record)
- OR : Record olympique (olympic record)
- PR : Record paralympique (paralympic record)
- PB : Record personnel (personal best)
- SB : Meilleure performance personnelle de la saison (season's best)
- WL : Meilleure performance mondiale de l'année (world leader)
- WJR : Record du monde junior (world junior record)
- WR : Record du monde (world record)

Circonstances et Conditions
- DNF : N'a pas terminé (did not finish)
- DNS : N'a pas pris le départ (did not start)
- DQ : Disqualification (disqualification)
- NM : Aucun essai valable enregistré (No Mark)
- Q : Qualifié « directement » au prochain tour (ou à la prochaine compétition), lors d'une compétition majeure, grâce au classement ou à la réalisation des minima (automatic qualifier)
- q : Qualifié au prochain tour (ou à la prochaine compétition), lors d'une compétition majeure, grâce au repêchage ou à la réalisation de l'une des meilleures performances parmi celles des « non qualifiés directement » (grâce au meilleur temps ou à la meilleure distance par exemple) (secondary qualifier)